# Marlborough (New Hampshire)
Pour les articles homonymes, voir Marlborough.
Marlborough est une municipalité américaine située dans le comté de Cheshire au New Hampshire. Selon le recensement de 2010, sa population est de 2 063 habitants, dont 1 094 à Marlborough CDP.

## Géographie
La municipalité s'étend sur 20,64 milles carrés (53,46 km2), dont 0,24 milles carrés (0,62 km2) d'étendues d'eau.

## Histoire
La localité est fondée en 1752 et prend successivement les noms de Monadnock Number 5, Oxford et New Marlborough. Une grande partie de ses habitants sont alors originaires de Marlborough, dans le Massachusetts, nommée en l'honneur de John Churchill, 1er duc de Marlborough. Elle devient une municipalité en 1776.